# Carpathian Forest
Carpathian Forest es una banda de black metal fundada en 1992 por Roger "Nattefrost" Rasmussen y J. Nordavind en Sandnes, Noruega. Para completar su formación llamaron al baterista Lord Blackmangler para grabar su primer demo en 1992. Tras varios cambios de formación, Nordavind se fue de la banda en el año 2000, dejando a Nattefrost como el único miembro original. En la actualidad la banda está formada por Vrangsinn, Anders Kobro y Nattefrost.

## Historia

### 1992-1995
Carpathian Forest se fundó en Sandnes (Noruega) en 1992, cuando Roger Rasmussen (entonces conocido como Lord Nosferaru) y J. Nordavind (conocido como Lord Karnstein) cambiaron el nombre de su banda anterior, Enthrone. Rasmussen y Nordavind formaron Enthrone en el año 1990, repartiéndose entre ambos los instrumentos de la banda. En 1991 publicaron su única grabación, la demo Black Winds. Al año siguiente cambiaron el nombre del grupo a Carpathian Forest y grabaron dos demos, Bloodlust And Perversion y Rehearsal Tape con el batería Lord Blackmangler. La segunda demo contiene covers de «Call From the Grave» (Bathory) y «Warhead» (Venom). En 1993 graban otra demo, llamada Journey Through The Cold Moors Of Svarttjern. No sería hasta 1995 cuando Carpathian Forest publicaran su primer disco de estudio, el EP Through Chasm, Caves and Titan Woods. Este disco está influenciado por los libros de Edgar Allan Poe, ya que el título está tomado del poema "Dreamland" y la letra de la canción «The Eclipse/The Raven» consiste en el poema "El Cuervo". En este EP contaron con la colaboración de John M. Harr y Svein H. Kleppe como bajista y batería de sesión, respectivamente. En esos momentos Rasmussen ya era conocido como Nattefrost.

### 1997-2001
En 1997 fue publicado un álbum recopilatorio que consiste en las tres demos grabadas por Carpathian Forest, llamado Bloodlust and Perversion. Al año siguiente se une a la banda Lars "Lazare" Nedland como batería. En julio es publicado el primer álbum de larga duración de la banda, Black Shining Leather. Su primer concierto ese año fue en el Quart festival en Kristiansand como teloneros de Immortal y Satyricon. Para realizar su actuación, Carpathian Forest contó con la colaboración de Tchort (bajo), Vrangsinn (teclado) y Anders Kobro (batería) como músicos de sesión. En verano de 1999 fueron los cabezas de cartel del festival alemán Under the black sun y los dos miembros fundadores decidieron continuar con aquella formación. Ese año, con Vrangsinn, Tchort y Kobro ya como miembros oficiales, publicaron el sencillo He's Turning Blue que contiene un cover de «Ghoul» (Mayhem), incluido en el álbum A Tribute to Mayhem: Originators of the Northern Darkness.
En noviembre del año 2000, Carpathian Forest publicó su segundo álbum de larga duración, Strange Old Brew. El álbum cuenta con la colaboración de la vocalista Nina Hex y el saxofonista Arvid Thorsen. Poco después Nordavind dejó la banda por motivos personales, pasando Tchort a encargarse de las guitarras y Vrangsinn del bajo. Al año siguiente fue publicado un nuevo álbum de estudio, Morbid Fascination of Death.

## Miembros
Miembros actuales
- Nattefrost - voz, guitarra, bajo (1990-)
- Vrangsinn - coros, bajo, guitarra, teclados (1999-)
- Anders Kobro - batería (1999-)

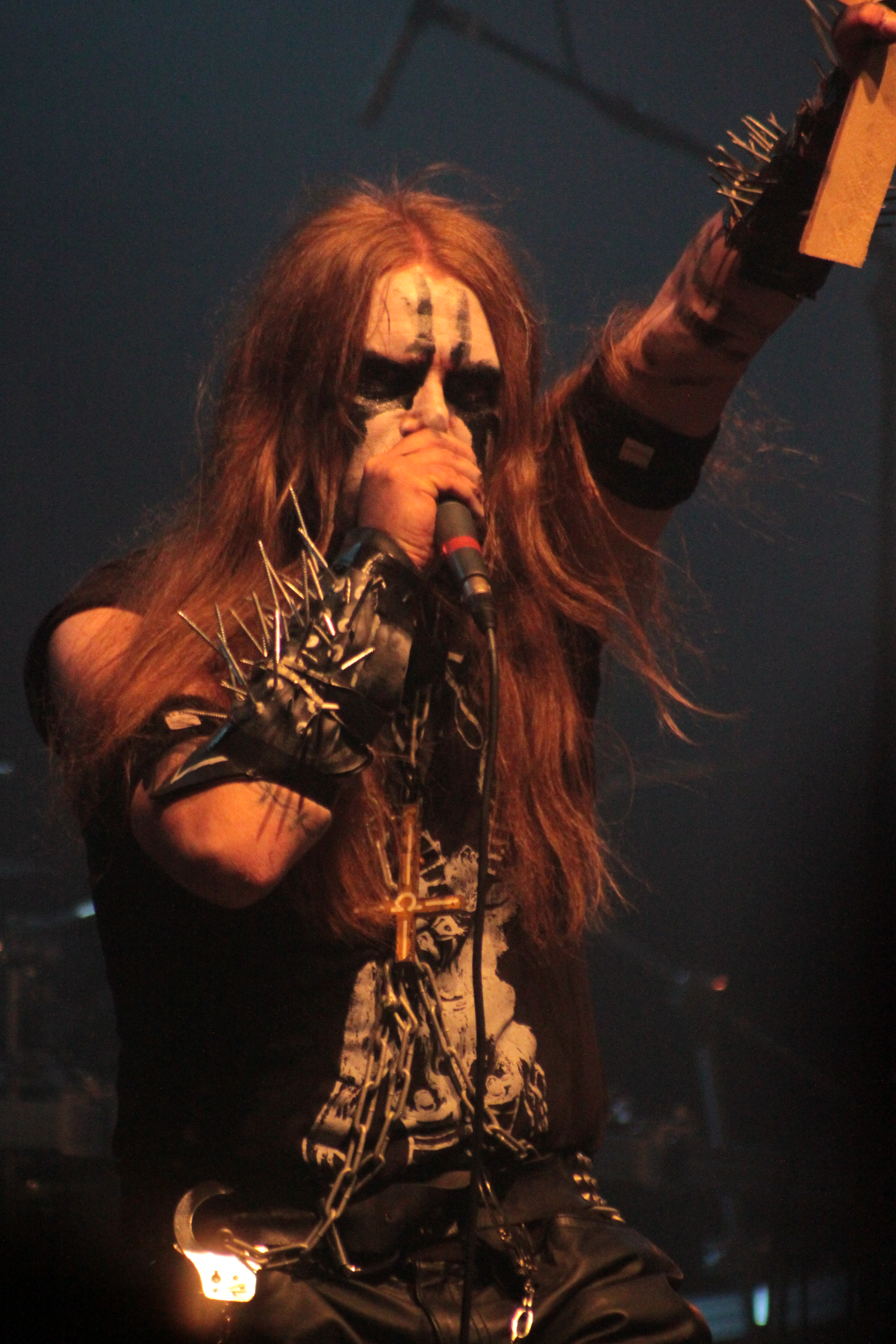
Nattefrost
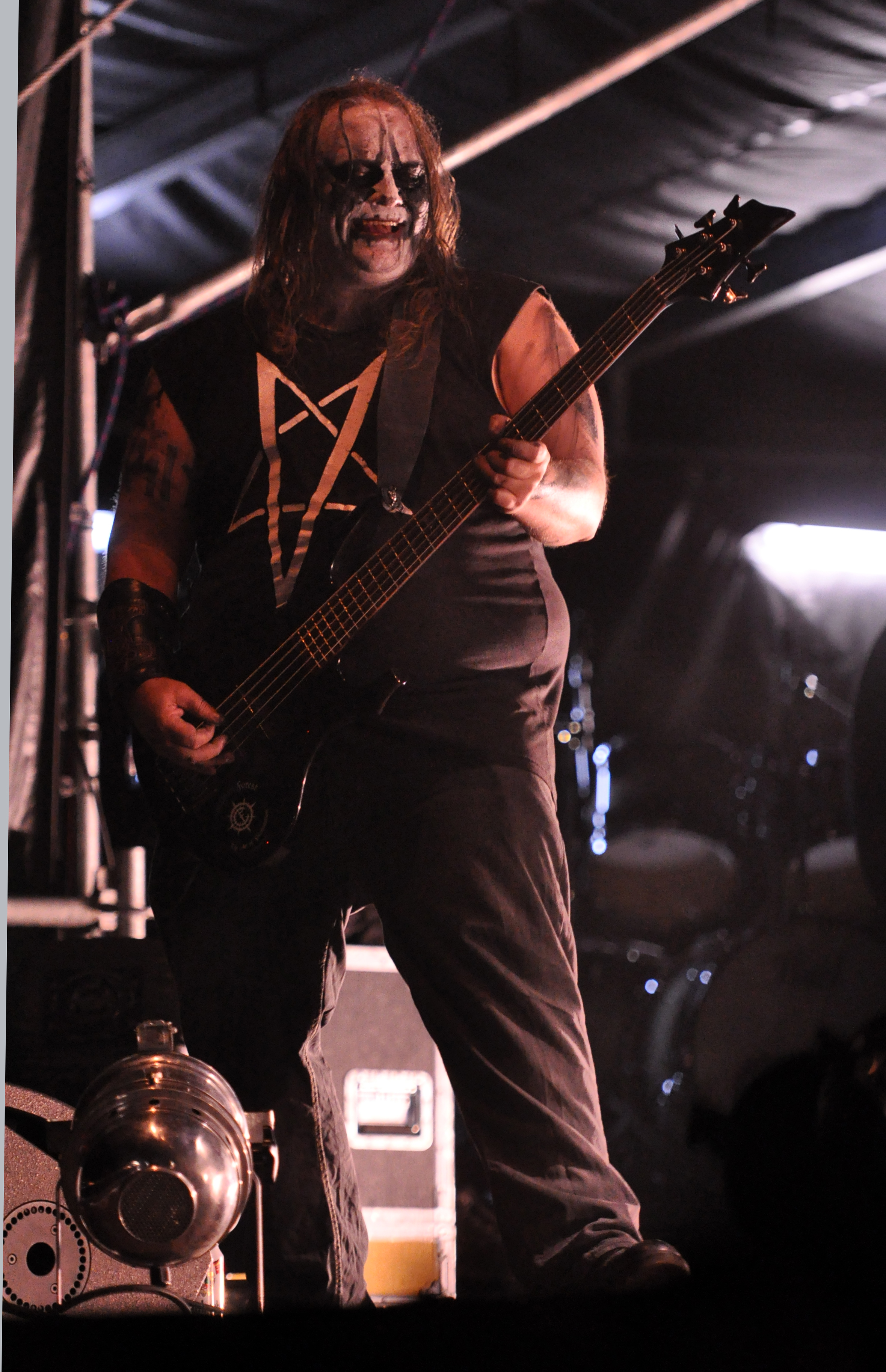
Vrangsinn
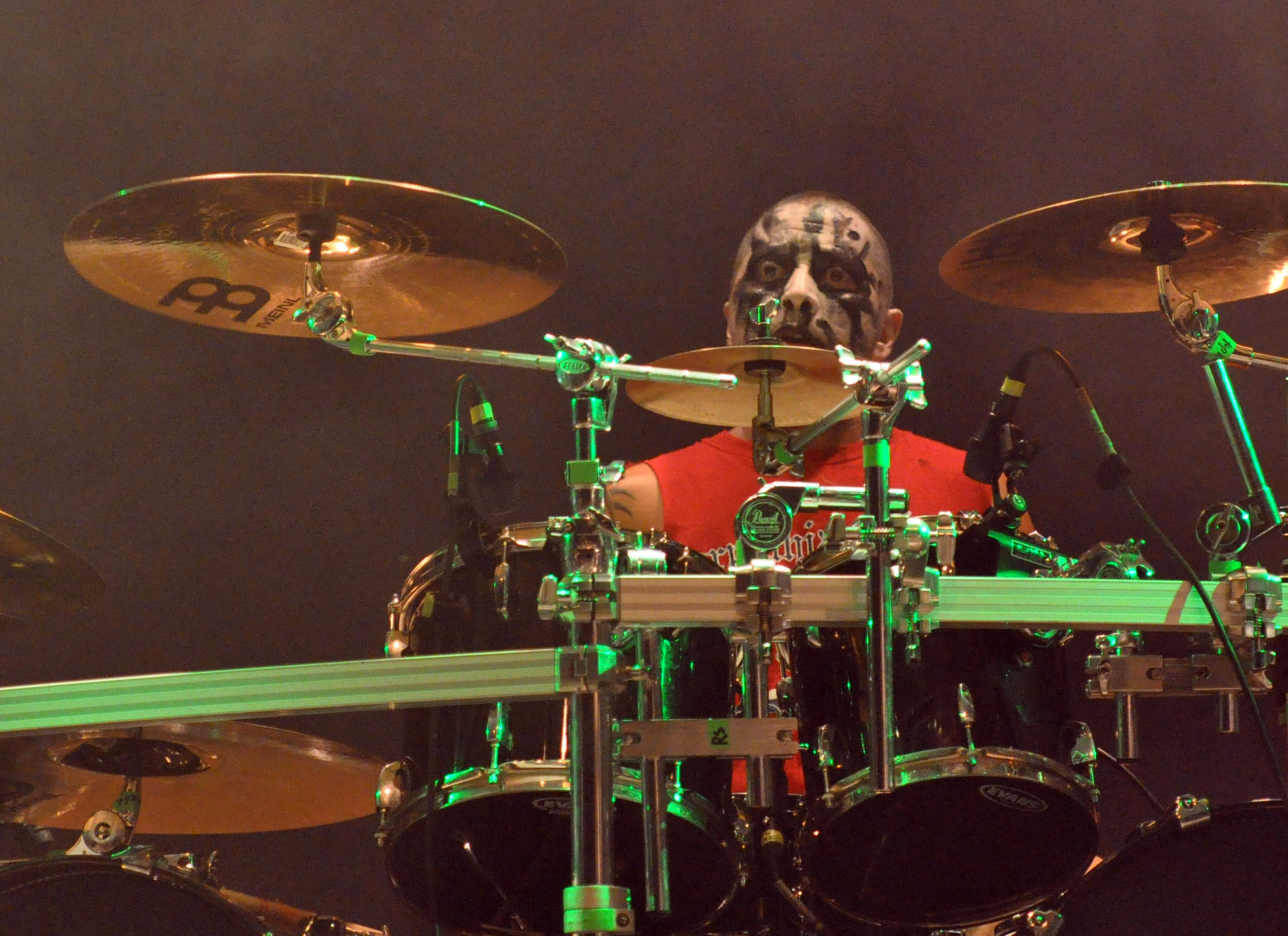
Anders Krobo

Miembros anteriores
- Johnny Nordavind - voz, guitarra, bajo, teclista (1990-2000)
- Tchort - bajo y guitarra (1999-2009, 2012-2014)
- Blood Pervertor - guitarra (2003-2014)
- Lazare (Lars Nedland) - batería de sesión (1997)
- Mothörsen (Arvid Thorsen) saxofón 2000 - 2004
- Kulde (Eivind Kulde) - teclista en vivo 2002
- Nina Hex - coros 2000-2001

## Discografía
| Álbumes de estudio - 1995: Through Chasm, Caves and Titan Woods - 1998: Black Shining Leather - 2000: Strange Old Brew - 2001: Morbid Fascination of Death - 2003: Defending the Throne of Evil - 2006: Fuck You All!!!! Caput tuum in ano est Video musical - 2004: «Hymne Til Döden» | Álbumes recopilatorios - 1997: Bloodlust and Perversion - 2002: We're Going to Hell for This - 2004: We're Going to Hollywood for This - Live Perversions - 2004: Skjend Hans Lik Demos - 1992: Bloodlust & Perversion - 1993: Journey through the Cold Moors of Svarttjern |